# Solid Sports Club
Maillots
Le Solid Sports Club, plus couramment abrégé en Solid SC, est un club srilankais de football fondé en 1983 et basé dans la ville d'Anurâdhapura.

## Histoire
Fondé à Anurâdhapura en 1983, il ne compte qu'un trophée national : un titre de champion du Sri Lanka remporté en 2015.
Ce titre ne permet pas au club de prendre part à une compétition continentale car le Sri Lanka n'engage aucune équipe en Coupe de l'AFC la saison suivante.

## Palmarès
| Compétitions nationales                                |
| ------------------------------------------------------ |
| - Championnat du Sri Lanka (1) : - Champion : 2014-15. |

### Liens
- Championnat du Sri Lanka de football
- Fiche du club sur le site soccerway
- Fiche du club sur le site Weltfussballarchiv